# Europawahl im Vereinigten Königreich 2009
- VEL: 1
- SPE: 13
- G/EFA: 5
- ALDE: 11
- EKR: 26
- NI: 3
- EFD: 13

- SF: 1
- Labour: 13
- Plaid: 1
- Greens: 2
- SNP: 2
- LibDem: 11
- UUP: 1
- Cons.: 25
- DUP: 1
- UKIP: 13
- BNP: 2

Die Europawahl im Vereinigten Königreich 2009 fand am 4. Juni 2009 zusammen mit den britischen Lokalwahlen statt. Sie war Teil der EU-weiten Europawahl 2009, die Wahlergebnisse wurden daher erst am Sonntag, 7. Juni 2009, bekanntgegeben, als die Wahl auch in den übrigen europäischen Staaten vorüber war. Im Vereinigten Königreich wurden dabei 72 der 736 Sitze im Europäischen Parlament vergeben. Sollte die im Vertrag von Lissabon vorgesehene Erweiterung des Parlaments während der Legislaturperiode 2009–14 in Kraft treten, wird außerdem ein weiterer britischer Abgeordneter in das Parlament nachrücken. Die Wahllokale waren zwischen 8 und 23 Uhr geöffnet.

## Wahlsystem
Die Wahl erfolgte nach dem Verhältniswahlrecht in zwölf Wahlbezirken, nämlich den neun Regionen Englands sowie Schottland, Wales und Nordirland. Während die englischen, schottischen und walisischen Wahlbezirke das D’Hondt-Verfahren anwenden, gilt in Nordirland das Verfahren der übertragbaren Einzelstimmgebung. 2008 legte das britische Parlament auf Vorschlag der Wahlkommission die Verteilung der Abgeordneten auf die Wahlbezirke fest. Demnach wählten die East Midlands 5 Parlamentarier, East of England 7, London 8, North East England 3, North West England 8, South East England 10, South West England (einschließlich Gibraltar) 6, Yorkshire and the Humber 6, die West Midlands 6, Wales 4, Schottland 6 und Nordirland 3.

## Wahlwerbende Parteien
Neben den bereits seit der Europawahl 2004 im Parlament vertretenen Parteien traten bei der Wahl noch zahlreiche weitere Parteien an.
Bereits 2004–09 im Parlament vertreten waren:
- Conservative Party (27 Sitze, EVP-ED-Fraktion)
- Labour Party (19 Sitze, SPE-Fraktion)
- Liberal Democrats (Lib-Dem, 12 Sitze, ALDE-Fraktion)
- UK Independence Party (UKIP, 12 Sitze, Ind/Dem-Fraktion oder fraktionslos)
- Green Party of England and Wales (Greens, 2 Sitze, Grüne/EFA-Fraktion, nur in England und Wales)
- Scottish National Party (SNP, 2 Sitze, Grüne/EFA-Fraktion, nur in Schottland)
- Plaid Cymru (PC, 1 Sitz, Grüne/EFA-Fraktion, nur in Wales)
- Sinn Féin (1 Sitz, GUE-NGL-Fraktion, nur in Nordirland)
- Ulster Unionist Party (UUP, 1 Sitz, EVP-ED-Fraktion, nur in Nordirland)

Von den übrigen Parteien wurden lediglich der weit rechts stehenden British National Party (BNP) und der britischen Sektion der europaskeptischen Partei Libertas, die erstmals zur Wahl antrat, noch gewisse Chancen auf einen Einzug in das Parlament zugeschrieben.
Offen ist, ob die Conservative Party nach den Wahlen in der Fraktion der EVP-ED verbleiben wird. Die Konservativen hatten bis 1992 mit den Europäischen Demokraten (ED) eine von der Europäischen Volkspartei (EVP) unabhängige Fraktion gebildet, die sich dann jedoch mit dieser vereinigte. Allerdings vertraten die ED einen deutlich europaskeptischeren Kurs als die EVP. Im Jahr 2005 forderte David Cameron, der später zum Parteichef der Conservative Party gewählt wurde, den Austritt aus der gemeinsamen Fraktion. Dies führte 2006 zur Gründung der Bewegung für Europäische Reform (MER) durch die Conservative Party und die tschechische Partei ODS. Diese MER sollte nach den Wahlen zu einer eigenständigen Europapartei mit einer eigenen Fraktion werden, erfüllte jedoch bis 2009 nicht die dafür nötigen Bedingungen. Als mögliche Alternative wurde daher (neben dem Verbleib in der EVP-ED-Fraktion) auch eine Verbindung der britischen Konservativen mit der kleineren rechtskonservativen Fraktion Union für ein Europa der Nationen (UEN), möglicherweise unter einem neuen Namen, diskutiert.
Das politische Vorfeld der Wahlen war geprägt durch eine im Mai 2009 von der Zeitung Daily Telegraph aufgedeckte Spesenaffäre, die alle drei großen britischen Parteien (Labour, Conservatives und Lib-Dems) betraf. In den Umfragen stürzten diese daraufhin teils deutlich ab, sodass verschiedenen Kleinparteien Aussichten auf eine Vermehrung ihrer Sitzzahl zugeschrieben werden. Die schlechten Umfragewerte der Labour-Partei trugen zudem zu einer Regierungskrise bei, bei der in den Tagen unmittelbar um die Wahl mehrere Minister zurücktraten. Auch ein Rücktritt von Premierminister Gordon Brown wurde in der Partei gefordert.

## Wahlkreise
Die Wahl erfolgte in 12 Mehrpersonen-Wahlkreisen. Schottland, Wales und Nordirland bildeten jeweils einen Wahlkreis. England war in 9 Wahlkreise unterteilt, die den Regionen Englands entsprachen
| Wahlkreis                | Abgeordnete 2004 | Abgeordnete 2009 | Veränderung |
| ------------------------ | ---------------- | ---------------- | ----------- |
| East Midlands            | 6                | 5                | −1          |
| East of England          | 7                | 7                | 0           |
| London                   | 9                | 8                | −1          |
| North East England       | 3                | 3                | 0           |
| North West England       | 9                | 8                | −1          |
| Nordirland               | 3                | 3                | 0           |
| Schottland               | 7                | 6                | −1          |
| South East England       | 10               | 10               | 0           |
| South West England1      | 7                | 6                | −1          |
| Wales                    | 4                | 4                | 0           |
| West Midlands            | 7                | 6                | −1          |
| Yorkshire and the Humber | 6                | 6                | 0           |
| Insgesamt                | 78               | 72               | −6          |

1einschließlich Gibraltar

## Gesamtergebnis

### Vereinigtes Königreich

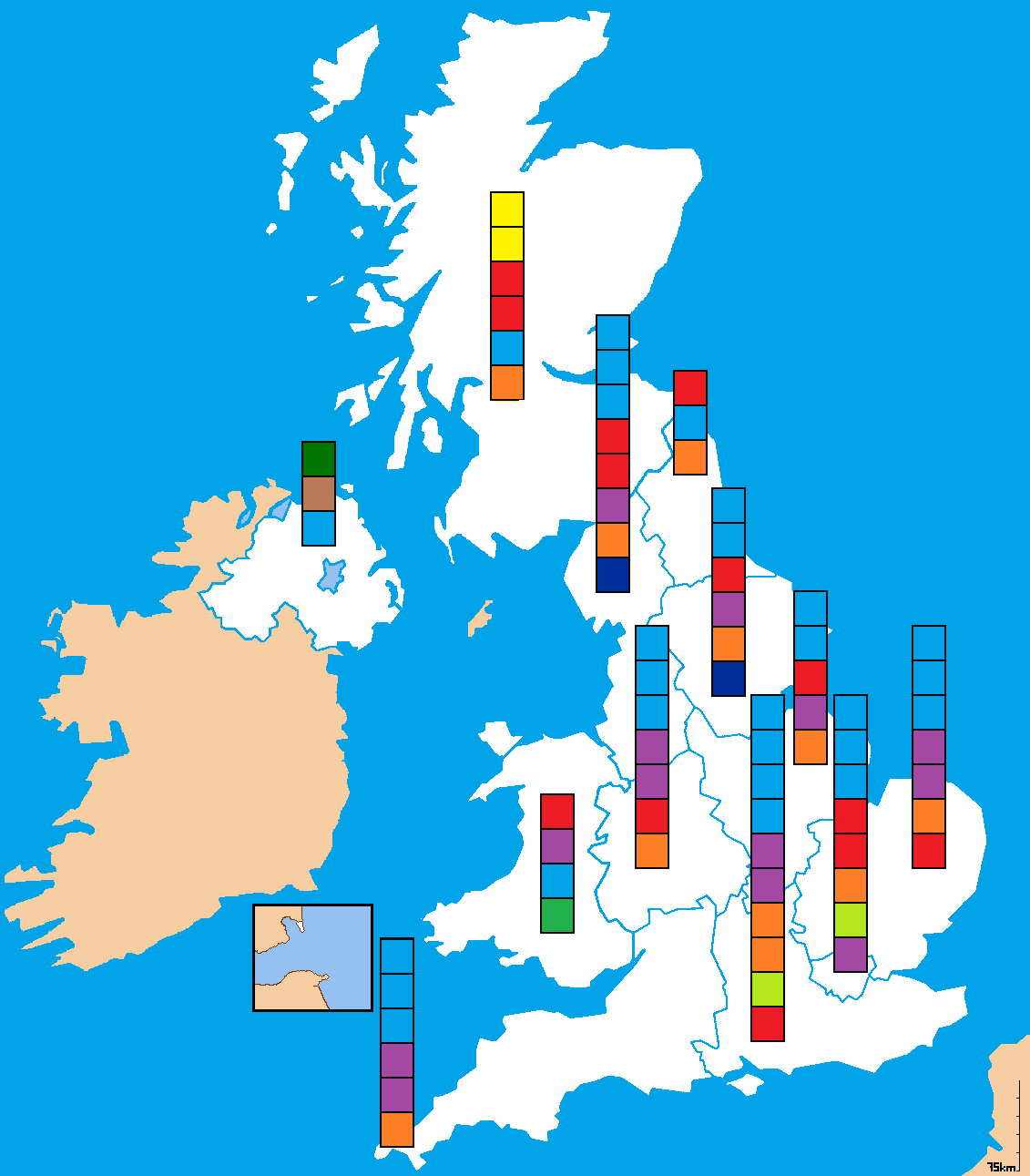
Wahlkreisergebnisse im Vereinigten Königreich:

| Partei | Partei                                      | Stimmen    | Prozent | ±    | Mandate | ±   |
| ------ | ------------------------------------------- | ---------- | ------- | ---- | ------- | --- |
|        | Conservative Party                          | 4.198.394  | 26,9 %  | +1,0 | 25      | −2  |
|        | UK Independence Party                       | 2.498.226  | 16,0 %  | +0,4 | 13      | +1  |
|        | Labour Party                                | 2.381.760  | 15,2 %  | −6,6 | 13      | −6  |
|        | Liberal Democrats                           | 2.080.613  | 13,3 %  | −1,1 | 11      | −1  |
|        | Green Party of England and Wales            | 1.223.303  | 7,8 %   | +2,2 | 2       | ±0  |
|        | British National Party                      | 943.598    | 6,2 %   | +1,3 | 2       | +2  |
|        | Scottish National Party                     | 487.237    | 2,1 %   | +0,7 | 2       | ±0  |
|        | English Democrats                           | 279.801    | 1,8 %   | +1,0 | 0       | ±0  |
|        | Christian Party/Christian People’s Alliance | 249.493    | 1,6 %   | +1,3 | 0       | ±0  |
|        | Socialist Labour Party                      | 173.115    | 1,1 %   | Neu  | 0       | Neu |
|        | No to EU – Yes to Democracy                 | 153.236    | 1,0 %   | Neu  | 0       | Neu |
|        | Plaid Cymru                                 | 126.702    | 0,8 %   | −0,1 | 1       | ±0  |
|        | Sinn Féin                                   | 126.184    | 0,8 %   | ±0,0 | 1       | ±0  |
|        | Unabhängige                                 | 94.452     | 0,6 %   | −0,6 | 0       | ±0  |
|        | Democratic Unionist Party                   | 88.346     | 0,6 %   | −0,5 | 1       | ±0  |
|        | Ulster Conservatives and Unionists          | 82.893     | 0,5 %   | ±0,0 | 1       | ±0  |
|        | Scottish Green Party                        | 80.442     | 0,5 %   | ±0,0 | 0       | ±0  |
|        | Jury Team                                   | 78.569     | 0,5 %   | Neu  | 0       | Neu |
|        | Social Democratic and Labour Party          | 78.489     | 0,5 %   | ±0,0 | 0       | ±0  |
|        | United Kingdom First Party                  | 74.007     | 0,5 %   | Neu  | 0       | Neu |
|        | Libertas                                    | 73.544     | 0,5 %   | Neu  | 0       | Neu |
|        | Traditional Unionist Voice                  | 66.197     | 0,4 %   | Neu  | 0       | Neu |
|        | Pensioners Party                            | 37.785     | 0,2 %   | ±0,0 | 0       | ±0  |
|        | Alliance Party of Northern Ireland          | 26.699     | 0,2 %   | +0,1 | 0       | ±0  |
|        | Green Party in Northern Ireland             | 15.764     | 0,1 %   | +0,1 | 0       | ±0  |
|        | Mebyon Kernow                               | 14.922     | 0,1 %   | Neu  | 0       | Neu |
|        | Animals Count                               | 13.201     | 0,1 %   | Neu  | 0       | Neu |
|        | Scottish Socialist Party                    | 10.404     | 0,1 %   | −0,3 | 0       | ±0  |
|        | Peace Party                                 | 9.534      | 0,1 %   | ±0,0 | 0       | ±0  |
|        | Fair Play Fair Trade Party                  | 7.151      | 0,0 %   | Neu  | 0       | Neu |
|        | Roman Party                                 | 5.450      | 0,0 %   | Neu  | 0       | Neu |
|        | Socialist Party of Great Britain            | 4.050      | 0,0 %   | Neu  | 0       | Neu |
|        | Yes to Europe                               | 3.384      | 0,0 %   | Neu  | 0       | Neu |
|        | Wai D (Your Decision)                       | 789        | 0,0 %   | Neu  | 0       | Neu |
| Wähler | Wähler                                      | 15.621.503 | 100,0 % | ±0,0 | 72      | −6  |

#### Großbritannien
| Partei/Organisation                         | Europäische Partei | EP-Fraktion | Stimmen 2009 | Stimmen 2009 | Sitze 2009 | Differenz 2009–2004 | Differenz 2009–2004 | Differenz 2009–2004 | Differenz 2009–2004 |
| Partei/Organisation                         | Europäische Partei | EP-Fraktion | Anzahl       | %            | Sitze 2009 | Stimmen             | %                   | Sitze (absolut)     | Sitze (relativ)     |
| ------------------------------------------- | ------------------ | ----------- | ------------ | ------------ | ---------- | ------------------- | ------------------- | ------------------- | ------------------- |
| Conservative Party                          | – 1                | EVP-ED 1    | 4.198.394    | 27,7         | 25         | −198.696            | +1,0                | −2                  | +1                  |
| UK Independence Party                       | –                  | Ind/Dem 2   | 2.498.226    | 16,5         | 13         | −152.542            | +0,3                | +1                  | +1                  |
| Labour Party                                | SPE                | S&D         | 2.381.760    | 15,7         | 13         | −1.336.923          | −6,9                | −6                  | −5                  |
| Liberal Democrats                           | ELDR               | ALDE        | 2.080.613    | 13,7         | 11         | −371.714            | −1,2                | −1                  | +1                  |
| Green Party                                 | EGP                | Grüne/EFA   | 1.223.303    | 8,1          | 2          | +190.210            | +2,8                | ±0                  | ±0                  |
| British National Party                      | –                  | –           | 943.598      | 6,2          | 2          | +135.398            | +1,3                | +2                  | +2                  |
| Scottish National Party                     | EFA                | Grüne/EFA   | 321.007      | 2,1          | 2          | +89.509             | +0,7                | ±0                  | ±0                  |
| Plaid Cymru                                 | EFA                | Grüne/EFA   | 126.702      | 0,8          | 1          | −33.087             | −0,1                | ±0                  | ±0                  |
| English Democrats                           | –                  | –           | 279.801      | 1,8          | 0          | +149.745            | +1,1                | ±0                  | ±0                  |
| Christian Party/Christian People’s Alliance | –/ECPB             | –           | 249.493      | 1,6          | 0          | –                   | –                   | –                   | –                   |
| Socialist Labour Party                      | –                  | –           | 173.115      | 1,1          | 0          | –                   | –                   | –                   | –                   |
| No to EU – Yes to Democracy                 | –                  | –           | 153.236      | 1,0          | 0          | –                   | –                   | –                   | –                   |
| Scottish Green Party                        | EGP                | –           | 80.442       | 0,5          | 0          | −747                | ±0,0                | ±0                  | ±0                  |
| Jury Team                                   | –                  | –           | 78.569       | 0,5          | 0          | –                   | –                   | –                   | –                   |
| United Kingdom First Party                  | –                  | –           | 74.007       | 0,5          | 0          | –                   | –                   | –                   | –                   |
| Libertas                                    | Libertas           | –           | 73.544       | 0,5          | 0          | –                   | –                   | –                   | –                   |
| Jan Jananayagam (unabhängig)                | –                  | –           | 50.014       | 0,3          | 0          | –                   | –                   | –                   | –                   |
| Pensioners Party                            | –                  | –           | 37.785       | 0,2          | 0          | +4.284              | ±0,0                | ±0                  | ±0                  |
| Mebyon Kernow                               | EFA                | –           | 14.922       | 0,1          | 0          | –                   | –                   | –                   | –                   |
| Animals Count                               | –                  | –           | 13.201       | 0,1          | 0          | –                   | –                   | –                   | –                   |
| Scottish Socialist Party                    | –                  | –           | 10.404       | 0,1          | 0          | −50.952             | −0,3                | ±0                  | ±0                  |
| Duncan Robertson (unabhängig)               | –                  | –           | 10.189       | 0,1          | 0          | –                   | –                   | –                   | –                   |
| Peter Rigby (unabhängig)                    | –                  | –           | 9.916        | 0,1          | 0          | –                   | –                   | –                   | –                   |
| The Peace Party                             | –                  | –           | 9.534        | 0,1          | 0          | −3.038              | ±0,0                | ±0                  | ±0                  |
| Katie Hopkins (unabhängig)                  | –                  | –           | 8.971        | 0,1          | 0          | –                   | –                   | –                   | –                   |
| Fair Play Fair Trade Party                  | –                  | –           | 7.151        | < 0,1        | 0          | –                   | –                   | –                   | –                   |
| The Roman Party                             | –                  | –           | 5.450        | < 0,1        | 0          | –                   | –                   | –                   | –                   |
| Steven Cheung (unabhängig)                  | –                  | –           | 4.918        | < 0,1        | 0          | –                   | –                   | –                   | –                   |
| Socialist Party of Great Britain            | –                  | –           | 4.050        | < 0,1        | 0          | –                   | –                   | –                   | –                   |
| Francis Apaloo (unabhängig)                 | –                  | –           | 3.621        | < 0,1        | 0          | –                   | –                   | –                   | –                   |
| Yes to Europe                               | –                  | –           | 3.384        | < 0,1        | 0          | –                   | –                   | –                   | –                   |
| Sohale Rahman (unabhängig)                  | –                  | –           | 3.248        | < 0,1        | 0          | –                   | –                   | –                   | –                   |
| Gene Alcantara (unabhängig)                 | –                  | –           | 1.972        | < 0,1        | 0          | –                   | –                   | –                   | –                   |
| Haroon Saad (unabhängig)                    | –                  | –           | 1.603        | < 0,1        | 0          | –                   | –                   | –                   | –                   |
| Wai D (Your Decision)                       | –                  | –           | 789          | < 0,1        | 0          | –                   | –                   | –                   | –                   |

#### Nordirland
| Kandidat        | Partei/Organisation                | Europäische Partei | EP-Fraktion | Stimmen 2009 | Stimmen 2009 | Sitze 2009 |
| Kandidat        | Partei/Organisation                | Europäische Partei | EP-Fraktion | Anzahl       | %            | Sitze 2009 |
| --------------- | ---------------------------------- | ------------------ | ----------- | ------------ | ------------ | ---------- |
| Bairbre de Brún | Sinn Féin                          | –                  | GUE-NGL     | 126.184      | 25,8         | 1          |
| Diane Dodds     | Democratic Unionist Party          | –                  | –           | 88.346       | 18,1         | 1          |
| Jim Nicholson   | Ulster Conservatives and Unionists | – 1                | EVP-ED 1    | 82.893       | 17,0         | 1          |
| Alban Maginness | Social Democratic and Labour Party | SPE                | –           | 78.489       | 16,1         | 0          |
| Jim Allister    | Traditional Unionist Voice         | –                  | –           | 66.197       | 13,5         | 0          |
| Ian Parsley     | Alliance Party of Northern Ireland | ELDR               | –           | 26.699       | 5,5          | 0          |
| Steven Agnew    | Green Party in Northern Ireland    | EGP                | –           | 15.764       | 3,2          | 0          |

1 = Die Conservative Party und die Ulster Unionist Party traten nach der Wahl der neu gegründeten europäischen Partei AECR und der neuen Fraktion ECR bei.
2 = Die United Kingdom Independence Party (UKIP) wurde nach der Wahl Mitglied der neu gegründeten Fraktion EFD.

### Wahlbeteiligung
Von 45.315.669 Wahlberechtigten im Vereinigten Königreich gingen 15.625.823 zur Wahl, was einer Wahlbeteiligung von 34,5 % entspricht. In Großbritannien lag die Wahlbeteiligung bei 34,3 % und in Nordirland bei 42,8 %.

## Umfragen
Die folgenden Umfragen beziehen sich lediglich auf Großbritannien (ohne Nordirland):